# Patryk Laskowski
Patryk Laskowski (ur. 28 stycznia 1993 w Chojnicach) – polski futsalista, zawodnik z pola, piłkarz występujący na pozycji pomocnika.

## Przebieg kariery
Patryk Laskowski jest wychowankiem Kolejarza Chojnice, a w rundzie wiosennej sezonu 2008/2009 był zawodnikiem pierwszej drużyny chojnickiego klubu. Kolejny sezon spędził w juniorskiej drużynie Lechii Gdańsk. W 2011 roku został zawodnikiem Chojniczanki Chojnice. Początkowo występował tylko w drużynie rezerw, z którymi w sezonie 2010/2011 wywalczył awans do IV ligi. W następnym sezonie został wypożyczony do Bytovii Bytów, z tą drużyną występował w II lidze. W sezonie 2012/2013 z Chojniczanką awansował do I ligi, lecz rok później został wypożyczony do trzecioligowej Unii Solec Kujawski. Na tym klubie zakończył swoje występy w "trawiastej" odmianie piłki nożnej. Od początku sezonu 2014/2015 jest zawodnikiem występującego w ekstraklasie futsalu klubu Red Devils Chojnice. W swoim pierwszym sezonie w dwudziestu dwóch meczach ekstraklasy strzelił dwie bramki oraz dotarł do półfinału Pucharu Polski, w którym jego drużyna ostatecznie przegrała 2:4 z Rekordem Bielsko-Biała. Rok później Red Devils z Laskowskim w składzie udało się sięgnąć po to trofeum. Po sezonie 2016/17 Laskowski został zawodnikiem AZS UG Gdańsk, z którym wygrał baraż o utrzymanie w Futsal Ekstraklasie. W 2017 roku ponownie został zawodnikiem klubu z Chojnic, z którym wywalczył awans do Futsal Ekstraklasy. W 2019 roku został zawodnikiem piłkarskiej czwartoligowej Wdy Lipusz, z której na początku 2020 roku przeszedł do trzecioligowej Gwardii Koszalin. Przed sezonem 2020/2021 wrócił do Red Devils Chojnice.

## Statystyki występów
| Sezon     | Klub                     | Kraj   | Rozgrywki             | Mecze | Bramki | Pozycja klubu |
| --------- | ------------------------ | ------ | --------------------- | ----- | ------ | ------------- |
| 2008/2009 | Kolejarz Chojnice        | Polska | Klasa okręgowa        | ?     | 1      | 5. miejsce    |
| 2010/2011 | Chojniczanka II Chojnice | Polska | Klasa okręgowa        | ?     | ?      | 2. miejsce    |
| 2011/2012 | Bytovia Bytów            | Polska | II liga               | 17    | 0      | 3. miejsce    |
| 2012/2013 | Chojniczanka Chojnice    | Polska | II liga               | 8     | 0      | 2. miejsce    |
| 2013/2014 | Unia Solec Kujawski      | Polska | III liga              | 15    | 0      | 3. miejsce    |
| 2014/15   | Red Devils Chojnice      | Polska | Futsal Ekstraklasa    | 22    | 2      | 9. miejsce    |
| 2015/16   | Red Devils Chojnice      | Polska | Futsal Ekstraklasa    | 25    | 2      |               |
| 2016/17   | AZS UG Gdańsk            | Polska | Futsal Ekstraklasa    | 20    | 7      | 10. miejsce   |
| 2017/18   | Red Devils Chojnice      | Polska | I Liga Futsalu        | 16    | 7      | 1. miejsce    |
| 2018/19   | Red Devils Chojnice      | Polska | Futsal Ekstraklasa    | 13    | 0      |               |
| 2019/20 J | Wda Lipusz               | Polska | IV liga, gr. pomorska |       |        |               |
| 2019/20 W | Gwardia Koszalin         | Polska | III liga, gr. II      | 2     | 0      |               |
| 2020/21 J | Kaszubia Koscierzyna     | Polska | IV liga, gr. pomorska | 17    | 9      |               |
| 2020/21 W | Red Devils Chojnice      | Polska | Futsal Ekstraklasa    | 22    | 11     |               |
| 2021/22   | Red Devils Chojnice      | Polska | Futsal Ekstraklasa    | 28    | 17     |               |
| 2022/23   | Red Devils Chojnice      | Polska | Futsal Ekstraklasa    | 19    | 8      |               |
| 2023/24   | Red Devils Chojnice      | Polska | Futsal Ekstraklasa    |       |        |               |

https://www.futsal-polska.pl/i-liga-grupa-i/player/63-i-liga-grupa-i-2023-24/5/919